# Astma- och Allergiförbundet
Astma- och Allergiförbundet är ett svenskt riksförbund som verkar för att förbättra villkoren och förståelsen för personer med astma, allergi, intolerans och överkänslighet.
Riksförbundet grundades den 22 september 1956 under namnet Riksförbundet mot astma och andra allergiska sjukdomar (RAAS). 1961 ändrades namnet till Riksförbundet mot allergi (RmA). 1980 ändrades namnet till Riksförbundet mot Astma- och Allergi och 1994 antogs det nuvarande namnet.
Förbundet hade 2009 21 länsföreningar och 127 lokalföreningar. Förbundet är medlem i Funktionsrätt Sverige. Förbundets medlemstidning heter Allergia och utkommer med åtta nummer per år. Ungdomsorganisationen Unga Allergiker bildades 1994 av riksförbundets ungdomssektion.
Symbolen Svalan används som en produktmärkning och innebär minskad risk för överkänslighet vid användning av produkten.
Ordförande är Mikaela Odemyr.[när?]